# Hermann Magerer
Hermann Magerer (* 28. April 1935; † 8. März 2023) war ein deutscher Fernsehjournalist, Bergsteiger und Schriftsteller.

## Biografie
Von 1954 bis 1998 arbeitete Magerer für den Bayerischen Rundfunk. Seit den 1950er Jahren arbeitete er auch als Kameramann, avancierte 1970 zum Sportreporter und wurde durch die von ihm in der Zeit von 1975 bis 1998 geleitete Bergsteigerfernsehsendung Bergauf-Bergab bekannt. Von 1996 bis 1998 war er Redaktionsleiter Freizeit. 2005 wurde er von der Münchner Alpenvereinsektion Alpenklub Berggeist (AKB) mit dem „Berggeist des Jahres“ ausgezeichnet.

## Werke
- Hermann Magerer: Bergauf Bergab. Erzählungen mit Hintergedanken – Band 1. 1. Auflage. Rother Bergverlag, München 1998, ISBN 3-7633-7037-4 (352 S.).
- Hermann Magerer: Bergauf Bergab. Nichts im Leben endet oben – Band 2. 1. Auflage. Rother Bergverlag, München 2004, ISBN 3-7633-7047-1 (320 S.).